# Christoph Cierpka
Christoph Cierpka (* 1963) ist ein deutscher Synchronregisseur und Dialogbuchautor. Er lebt in Berlin.

## Leben
Christoph Cierpka ist der Sohn des Synchronregisseurs Friedbert Cierpka und war zunächst als Regie- und Produktionsassistent tätig. Mitte der 1990er Jahre wurde er als Synchronregisseur und Dialogbuchautor tätig. Zu seinen Arbeiten gehören über 300 Spielfilme und Serien.
Für seine Regie bei Gomorrha – Reise in das Reich der Camorra wurde er 2009 mit dem Deutschen Synchronpreis ausgezeichnet.

## Filmografie (Auswahl)

### Synchronregisseur/Autor
- 1997: Withnail & I (Film von 1987, nur Synchronregie)
- 2004: Die Reise des jungen Che (Diarios de motocicleta)
- 2005: Paradise Now
- 2007: Persepolis
- 2007: There Will Be Blood
- 2008: Milk
- 2008: Skin – Schrei nach Gerechtigkeit (Skin)
- 2008: Gomorrha – Reise in das Reich der Camorra (Gomorra)
- 2008: Slumdog Millionär (Slumdog Millionaire)
- 2009: Precious – Das Leben ist kostbar (Precious: Based on the Novel “Push” by Sapphire)
- 2010: Black Swan
- 2010: The Tourist
- 2010: Der Ghostwriter (The Ghost Writer)
- 2011: Der Gott des Gemetzels (Carnage)
- 2012: Parade’s End – Der letzte Gentleman (Parade´s End, Miniserie)
- 2012: Django Unchained
- 2012: Les Misérables (nur Regie)
- 2012: Life of Pi: Schiffbruch mit Tiger (Life of Pi)
- 2012: Moonrise Kingdom (nur Regie)
- 2015: James Bond 007: Spectre
- 2015: The Hateful Eight
- 2016: Lion – Der lange Weg nach Hause (Lion)
- 2017: Valerian – Die Stadt der tausend Planeten (Valerian and the City of a Thousand Planets)
- 2017: Atomic Blonde
- 2018: Maria Stuart, Königin von Schottland (Mary, Queen of Scots)
- 2018: Maria Magdalena
- 2018: High Life
- 2019: Once Upon a Time in Hollywood
- 2019: Alita: Battle Angel (nur Regie)
- 2019: Little Women (nur Regie)
- 2020: Der doppelte Alfred
- 2021: James Bond 007: Keine Zeit zu sterben (nur Regie Rolle Blofeld)
- 2021: Nightmare Alley
- 2023: The Portable Door (nur Regie)
- 2023: Oppenheimer (nur Regie)